# Modła (województwo pomorskie)
Modła (kaszb. Mòdła, niem. Muddel) – kolonia w Polsce położona na Wybrzeżu Słowińskim w województwie pomorskim, w powiecie słupskim, w gminie Ustka. 
Osada wchodzi w skład sołectwa Lędowo.
W latach 1975–1998 miejscowość administracyjnie należała do województwa słupskiego.

## Nazwa
Wzmiankowana po raz pierwszy w 1523, nazwa wsi ma pochodzenie słowiańskie, i jest ponowiona z pobliskiego jeziora. Wywodzi się z psł. rdzenia *modl- „teren wilgotny”. Nazwa niemiecka jest adaptacją fonetyczną nazwy słowiańskiej.
Rada Języka Kaszubskiego proponuje kaszubską formę nazwy Mòdła.